# Vonalkázottfejű mézevő
A vonalkázottfejű mézevő (Pycnopygius stictocephalus) a madarak osztályának verébalakúak (Passeriformes) rendjébe és a mézevőfélék (Meliphagidae) családjába tartozó faj.

## Rendszerezése
A fajt Tommaso Salvadori olasz ornitológus írta le 1876-ban, a Pycnonotus nembe Pycnonotus stictocephalus néven.

## Előfordulása
Új-Guinea szigetén, Indonézia és Pápua Új-Guinea területén honos. Természetes élőhelyei a szubtrópusi és trópusi síkvidéki esőerdők, szavannák és cserjések, valamint vidéki kertek. Állandó, nem vonuló faj.

## Megjelenése
Testhossza 21 centiméter, testtömege 38-39 gramm.

## Életmódja
Nektárral és apró gyümölcsökkel táplálkozik.

## Természetvédelmi helyzete
Az elterjedési területe nagyon nagy, egyedszáma viszont ismeretlen. A Természetvédelmi Világszövetség Vörös listáján nem fenyegetett fajként szerepel.